# Bloodbath
Bloodbath é um supergrupo sueco de death metal formado em 1998. Uma de suas principais características é ter ou já ter tido, no line-up, membros de conjuntos famosos como Katatonia, Opeth, Hypocrisy, Witchery e Nightingale. Em 2005, a banda fez seu primeiro show no Wacken Open Air.

## História
A banda tirou seu nome da faixa "Blood Bath" do álbum To the Gory End da banda Cancer. Após um ano de formação, a banda, então consistindo por Mikael Åkerfeldt (Opeth) nos vocais, Dan Swanö (Edge of Sanity, Nightingale, etc.) na bateria, Anders "Blakkheim" Nyström (Katatonia, Diabolical Masquerade) na guitarra, e Jonas Renkse (Katatonia, October Tide) no baixo, lançaram a EP Breeding Death, seguindo dois anos depois por seu álbum de estreia Resurrection Through Carnage.
Em 2004, Åkerfeldt deixou Bloodbath para ter mais tempo livre com sua banda primária, Opeth. Para substituí-lo, a banda trouxe Peter Tägtgren (Hypocrisy). A formação mudou mais para frente, com Swanö deixando de tocar bateria para tocar guitarra. Martin Axenrot (Witchery, Satanic Slaughter, Opeth) ficou com seu lugar e agora a banda estava maior e mais séria, não era mais um projeto secundário. O segundo álbum da banda, Nightmares Made Flesh, foi lançado na Europa em setembro de 2004.
Em Fevereiro de 2005, Tägtgren deixou a banda por "problemas de planejamento". No mesmo ano, Åkerfeldt retornou à banda para um único show ao vivo no Wacken Open Air, na Alemanha, em 5 de Agosto. Antes do show, a banda comentou no show Wacken : "Não apenas o primeiro, mas também o ultimo show para o Bloodbath (com Mikael Åkerfeldt nos vocais)"; mais tarde também acabou que foi o último com Swanö. Em Setembro de 2005, Bloodbath começou a procurar por um novo vocalista.
Em Agosto de 2006, a banda anunciou a saída de Swanö de sua formação por "diferenças musicais", também por Swanö estar ocupado com outros projetos. Eles simultaneamente fecharam as audições de vocalistas, anunciando que nenhum vocalista adequado foi encontrado.
Em 27 de Março de 2007, a banda anunciou que um novo line-up seria revelado, junto com notícias que eles estariam produzindo novos matriais, a ser lançado em um mini-CD por volta do fim do verão. Em Agosto de 2007, Renkse escreveu uma mensagem no fórum de discussão oficial da banda que sugeria que este trabalho estava em progresso.  Em 30 de Janeiro de 2008, foi anunciado através do site oficial do Bloodbath que Åkerfeldt estaria retornando ao line-up nos vocais, junto com o novo membro Per Eriksson (ex-21 Lucifers, ex-Genocrush Ferox) na guitarra. Em Março de 2008, o EP Unblessing the Purity foi lançado. Também em 2008 foram lançados o CD/DVD The Wacken Carnage ao vivo no Wacken 2005 e o terceiro álbum, The Fathomless Mastery, em Outubro de 2008 .
Em 25 de Abril de 2011 Bloodbath lançou seu segundo DVD, Bloodbath over Bloodstock, quem contém sua performance no Bloodstock Festival 2010, e também sua performance no Party San 2008. Em 1 de Novembro de 2011, durante o último show do American Opeth/Katatonia tour no Ram's Head Live em Baltimore, Bloodbath performou um encore surpresa após o concerto do Opeth.
Em 14 de Abril de 2012, Blakkheim anunciou que Åkerfeldt oficialmente saiu do grupo.
Blakkheim disse em várias entrevistas que eles haviam encontrado um novo vocalista, mas eles não podiam revelar a identidade no momento por falta de contrato. Quando perguntado em uma entrevista se o novo vocalista era conhecido ou não, Blakkheim disse, "Ah, ele é uma lenda!". Em 16 de Setembro de 2014, a banda anunciou que o novo vocalista era Nick Holmes do Paradise Lost.

## Membros da banda
- Nick Holmes - vocal (2014–presente)
- Anders "Blakkheim" Nyström - guitarra (1998–presente)
- Jonas Renkse - baixo (1998–presente)
- Martin "Axe" Axenrot - bateria (2004–presente)

### Ex-membros
- Peter Tägtgren - vocal (2004–2005)
- Dan Swanö - bateria (1998–2004), guitarra (2004–2006)
- Mikael Åkerfeldt - vocal (1998–2003, 2008–2012)
- Per "Sodomizer" Eriksson - guitarra (2008–2017)

## Discografia

### Álbuns de estúdio
- Ressurection Through Carnage (2002)
- Nightmares Made Flesh (2004)
- The Fathomless Mastery (2008)
- Grand Morbid Funeral (2014)
- The Arrow of Satan is Drawn (2018)
- Survival of the Sickest (2022)

### EP
- Breeding Death (2000)
- Unblessing The Purity (2008)

### Ao vivo
- The Wacken Carnage (2008)
- Bloodbath over Bloodstock (2011)